# Чернігівський академічний народний хор
Чернігівський академічний народний хор — художній колектив при Чернігівський філармонії. Створений 1984 року. Колектив здобув нагороди фестивалів «Співоче поле» (м. Хмельницький), «Міжнародні співи Адвенту» (м. Відень), «Дніпровські голоси» (м. Дубровно, Білорусь).
Художні керівники
- Петро Миколайович Процько (1984–1986)
- Іванов Анатолій Йосипович (1984–1989)
- Пашкевич Анатолій Максимович (1989–2005)
- Коцур Володимир Васильович (з 2005)